# Семиколенов
Семиколе́нов — хутор Карамышевского сельсовета Грязинского района Липецкой области.

## Население
| 2010 | 2013 |
| ---- | ---- |
| 26   | ↘15  |